# Oulaire
L'Oulaire ou Oleyre est un cours d'eau du Gros-de-Vaud dans le canton de Vaud, en Suisse.

## Hydronymie
L'Oulaire a un nom d'origine incertaine. On trouve mention de la rivière en 1228 sous le nom d'Oleres. Son nom pourrait venir du radical hydronymique celtique or où la lettre  r aurait été substituée par la lettre l.
Néanmoins, Henry Suter y voit une autre origine. Oulaire, comme Oleyre seraient issus de l'ancien français ole, lui-même issu du latin olla désignant une marmite. Le nom de la rivière serait donc à comprendre de manière métaphorique en référence à son vallon très encaissé comme une marmite.

## Parcours

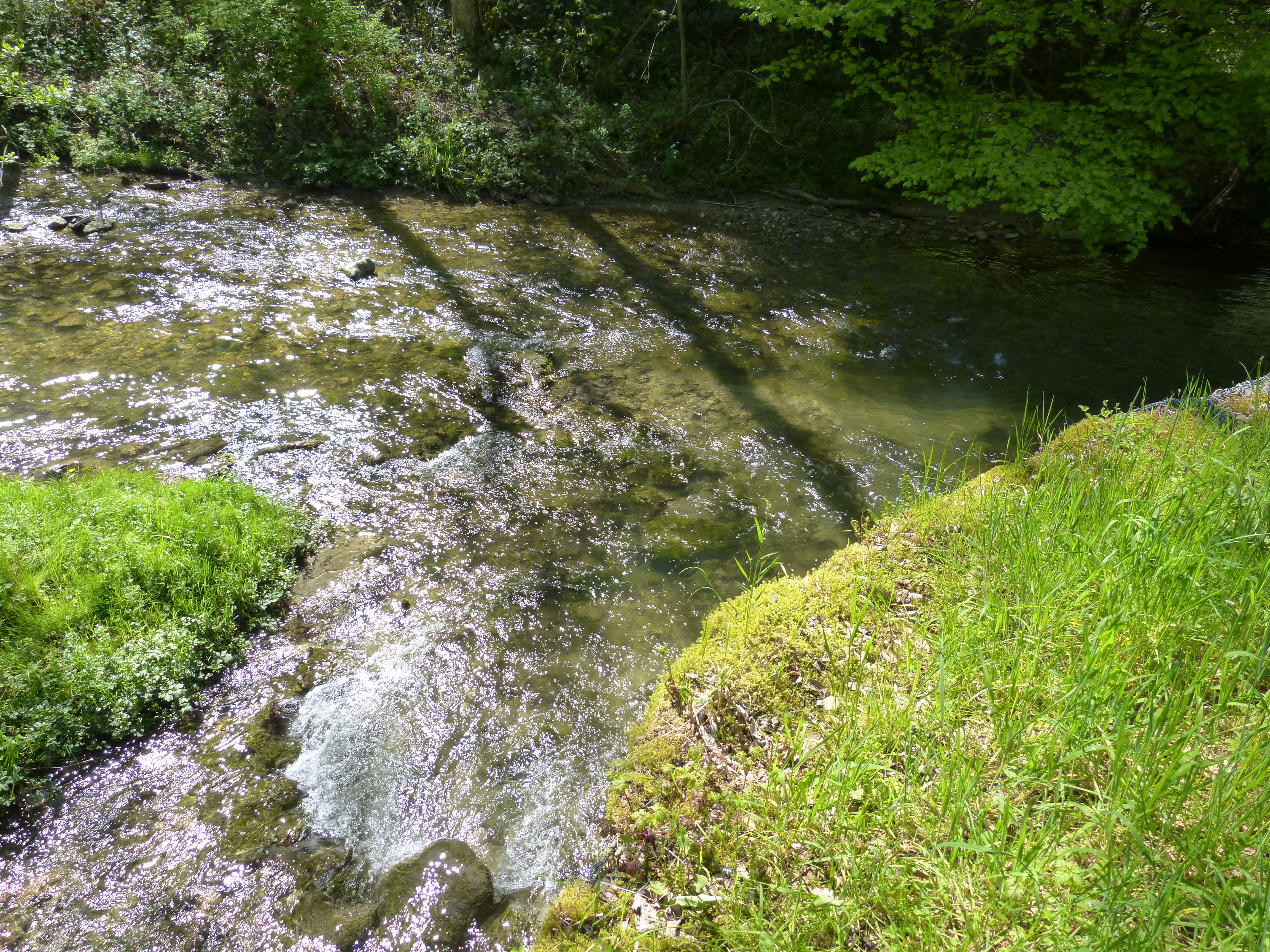
Confluence de l'Oulaire dans la Menthue.

L'Oulaire est une petite rivière qui naît dans le bois d'Oulaires, situé sur le territoire de la commune de Montanaire au nord du village de Chapelle-sur-Moudon. Il part en direction de l'ouest et marque brièvement la limite communale entre Montanaire et la commune de Boulens avant d'entrer pleinement sur le territoire de cette dernière. Il coule en souterrain sur une distance d'environ 280 m à sa sortie du bois. Il resurgit au lieu-dit le Moulin de l'Augine où il reçoit les eaux d'un petit ruisseau arrivant du sud. Il coule alors en direction du nord et entre rapidement dans un vallon forestier qu'il ne quittera plus jusqu'à sa confluence. Quelques mètres après être entré dans ce vallon, il marque à nouveau la limite communale entre Montanaire et Boulens et la marquera jusqu'à sa fin où il forme un tripoint entre les communes de Montanaire, Boulens et Bercher. Dans ce vallon, il reçoit les eaux de deux ruisseaux sur sa rive droite venant de Montanaire, entre Chapelle-sur-Moudon et Saint-Cierges puis d'un autre ruisseau sur sa rive gauche venant de Boulens. Le vallon est de plus en plus encaissé jusqu'à confluence et est marqué par plusieurs chutes d'eau.

### Réception des eaux usées
L'Oulaire reçoit les rejets des stations d'épuration de Saint-Cierges et de Boulens. En 2014, celle de Boulens y a rejeté en moyenne 99 m3 d'eau traitée par jour. Celle de Saint-Cierges y a rejeté 106 m3 d'eau traitée par jour en moyenne dont 88 m3 par temps sec.

## Faune
La présence de truite fario est attestée. En 2014, le service d'inspection de la pêche du Canton de Vaud en a recensé la capture de 71 individus. Divers batraciens tels que grenouilles et tritons y sont aussi présents.